# Promozione 1951-1952
La Promozione 1951-1952 fu la quarta ed ultima edizione di questa categoria calcistica italiana a disputarsi a carattere interregionale.
Il campionato era gestito da tre leghe distinte denominate Lega Interregionale Nord, avente sede a Torino, Lega Interregionale Centro, avente sede a Firenze, e Lega Interregionale Sud, avente sede a Napoli. In totale furono 224 le squadre partecipanti.
Avendo deciso la FIGC una radicale riforma dei campionati tramite il Lodo Barassi, questa edizione non mise in palio posti per la Serie C, ma fu finalizzata a dividere le società partecipanti in due gruppi. Le migliori avrebbero avuto accesso al nuovo torneo di Quarta Serie a carattere interregionale in cui i giocatori percepivano dei compensi a titolo di rimborso spese; le altre squadre non ammesse alla nuova manifestazione sarebbero retrocesse nell'altrettanto nuovo Campionato Regionale denominato di Promozione perché queste società rifiutarono il completo declassamento e perciò preferirono essere inserite in un campionato comunque di alto profilo, seppur locale.
Essendo disponibili 70 posti per la IV Serie, sessanta di questi vennero messi in palio sul campo nel numero di cinque per girone. Fino all'ultimo valse infatti la norma derogatoria introdotta nel 1948 per il Sud, il cui terzo girone era stato ammesso solo in via eccezionale e senza diritti acquisiti: fu per questo che alla locale Lega Interregionale vennero comunque assegnati solo dieci posti, come se i suoi gironi fossero solo due. Per i dieci posti rimanenti, invece, Ottorino Barassi seguì un metodo molto semplice: se li riservò personalmente, prefiggendosi di assegnarli di sua propria autorità con la sola clausola di un previo confronto non vincolante col Consiglio Federale. Quando il 9 luglio 1952 venne il momento delle decisioni, la Federazione fece sapere di aver scelto privilegiando i grandi centri e le perdenti degli spareggi; tuttavia, alcune esclusioni eccellenti come quelle della Ternana, della Pistoiese e delle perdenti gli spareggi al Nord, fecero trasparire la natura arbitraria nelle scelte compiute.

## Lega Interregionale Nord
La Lega Interregionale Nord aveva sede a Torino e organizzava un campionato composto da sei gironi. Le squadre partecipanti erano 108 in totale, di cui 76 già affiliate alla Lega, 24 neopromosse dalle leghe regionali e 8 neoretrocesse dalla lega nazionale.
 Partecipanti 

 Girone A 
- A.S. Cormonese (Cormons) (R)
- C.S. Dolo
- U.S. Excelsior-Lido (Lido di Venezia) (R)
- C.R.A.L. Arsenale Venezia (R)
- U.S. Itala San Marco
- A.C. Monfalconese
- A.S. Libertas Trieste (N)
- U.S. Miranese
- C.R.D.A. Monfalcone[5]
- A.C. Pordenone
- A.P. Portogruarese
- U.C. Pro Cervignano
- A.S. Pro Romans (Romans d'Isonzo) (R)
- S.S. Sacilese (R)
- S.S. Sangiorgina
- S.S. San Giovanni Trieste
- U.S. Sanvitese
- A.C. Vital Fossalta (Fossalta di Piave)

 Girone B 
- U.S. Adriese
- U.S. Angelo Milani (Taglio di Po)
- A.C. Bassano
- A.C. Belluno
- A.C. Bolzano (N)
- U.S. Cadidavid
- C.S. Coneglianese
- A.C. Conti (Cavarzere)
- U.S. Cerea
- A.C. Dueville (R)
- U.S. Feltrese (R)
- A.S. Hellas (Verona) (R)
- C.S. Lanerossi Schio
- A.C. Legnago
- U.S. Luparense
- Merano Sportiva (R)
- A.C. Pellizzari
- A.C. Thiene

 Girone C 
- A.C. Beretta (Gardone Val Trompia)
- U.S. Breno
- A.S. Cernuschese (Cernusco sul Naviglio)
- C.R.A.L. A.T.M. Sezione Calcio (Milano)
- S.S. Luciano Manara (Barzanò) (R)
- Marzotto Manerbio Calcio
- U.S. Melzo
- A.S. Merate
- U.S. Olimpia Caravaggio (Caravaggio)
- U.S. Orsa Iseo (Iseo) (R)
- Pirelli (Milano Bicocca) (R)
- U.S. Pro Sesto (N)
- A.C. Sebinia
- Sondrio Sportiva
- C.S. Trevigliese
- U.S. Veltro (Caravaggio) (R)
- A.C. Villapizzone (Milano Villapizzone) (R)
- U.S. Vimercatese

 Girone D 
- A.C. Cantù
- S.S. Casalbuttano (R)
- F.B.C. Casteggio
- A.S. Snia Viscosa (Cesano Maderno)
- A.C. Codogno
- F.B.C. Corbetta
- U.S. Gerli (Cusano Milanino) (R)
- A.C. Fidenza
- A.S. Magenta (N)
- U.S. Mariano
- A.C. Meda, Meda
- S.S. Mortara (N)
- U.S. Paderno (Paderno Dugnano)
- U.S. Rescaldinese
- U.S. Salsomaggiore
- U.S. Soresinese
- A.S. Vis Nova
- A.C. Vigor (Gaggiano)

 Girone E 
- U.S. Angerese
- A.C. Asti
- A.S. Borgosesia
- A.C. Castellettese (Castelletto Sopra Ticino) (R)
- A.S. Cenisia (Torino) (R)
- U.S. Coggiola
- U.S. Condovese
- A.S. Cossatese (R)
- S.S. Ghemmese
- U.S. Gravellona
- F.B.C. Laveno (Laveno Mombello) (R)
- U.S. Lonatese (Lonate Pozzolo) (R)
- F.B.C. Luino (N)
- Omegna Sportiva (N)
- S.S. Sommese (Somma Lombardo)
- U.S. Trinese
- U.S. Valenzana
- Verbania Sportiva

 Girone F 
- Acqui U.S. 1911 (R)
- S.C. Alassio
- U.S. Albenga
- G.S. Arsenal Spezia
- U.S. Bolzanetese
- Ass. Cuneo Sportiva
- A.C. Entella
- Imperia Sportiva
- U.S. Novese Ilva
- U.S. Pontedecimo
- Pol. Pro Recco (R)
- U.S. Sampierdarenese
- F.S. Sestrese (N)
- U.S. Sestri Levante
- Vado F.B.C.
- A.C. Valle (Bordighera) (R)
- F.B.C. Veloce
- A.C. Vogherese (N)

## Lega Interregionale Centro
La Lega Interregionale Centro aveva sede a Firenze e organizzava un campionato composto da quattro gironi. Le squadre partecipanti erano, dopo la rinuncia del Sogene, 68 in totale, di cui 52 già affiliate alla Lega, 12 neopromosse dalle leghe regionali e 7 neoretrocesse dalla lega nazionale: gli organi federali non ritennero infatti di supplire alle intervenute vacanze d'organico, data l'imminente liquidazione della categoria.
 Partecipanti 

 Girone G 
- A.C. Francesco Baracca
- A.G.C. Budrio (R)
- A.C. Carpi
- A.C. Cesena (N)
- C.A. Faenza
- A.S. Falconarese
- Ferrovieri Calcio (Bologna)
- U.S. Medicinese
- A.C. Minatori (Perticara)
- A.S. Portuense
- F.C. Rimini (N)
- A.C. Riccione
- U.S. Russi
- F.C. San Lazzaro (San Lazzaro di Savena)
- U.S. Sansepolcro (R)
- Pol. Vigor Senigallia
- S.P. Vis Sauro Pesaro

 Girone H 
- U.S. Carrarese (N)
- S.S. Castelfiorentino
- A.S. Cecina
- A.S. Certaldo (R)
- A.C. Colligiana
- U.S. Grosseto (N)
- U.S. Massese
- A.S. Minatori Ribolla (Ribolla) (R)
- U.S. Pescia
- U.S. Pietrasanta
- U.S. Pistoiese (N)
- U.S. Sangiovannese
- G.S. San Carlo Solvay (San Carlo di San Vincenzo)
- U.S. San Vincenzo (San Vincenzo)
- A.S. Sestese
- S.S. Delle Signe (N)
- G.S. Tettora
- A.C. Volterrana

 Girone I 
- U.S. Albatrastevere[7]
- S.S. Sanlorenzartiglio (Roma)
- A.S. Fiamme Azzurre (Roma) (R)
- U.S. Civitavecchiese
- S.S. Formia
- S.S. Francesco Di Biagio (R)
- A.S. Frascati (R)
- S.S. Ilvarsenal
- S.S. Humanitas (Roma) (R)
- U.S. Italcalcio (Roma); G.S. Banca d'Italia
- A.S. Monreale Italpiombo (San Gavino Monreale)
- U.S. Monteponi
- A.C. Az. Montevecchio
- S.S. Romulea (R)
- A.S. Tivoli
- S.E.F. Torres (R)

 Girone L 
- A.S. Ascoli
- U.S. Castelfidardo
- S.S. Cartiera Miliani
- A.C. Città di Castello
- Pol. Forza e Coraggio
- A.S. Foligno (R)
- A.S. Frosinone
- A.S. L'Aquila
- S.S. Marsciano
- A.C. Perugia (N)
- A.S. Pescara
- U.S. Sangiorgese (R)
- U.S. Sora
- S.S. Sulmona
- U.S. Termoli (R)
- S.S. Ternana
- S.S. Vastese

## Lega Interregionale Sud
La Lega Interregionale Sud aveva sede a Napoli ed organizzava un campionato composto da tre gironi: tale numero vigeva tuttavia in deroga permanente all'assegnato numero di due soli gruppi, e questo fatto si rifletteva nelle particolari regole relative alle ammissioni ai nuovi tornei riformati. Le squadre partecipanti erano, dopo la rinuncia del Putignano, 47 in totale, di cui 35 già affiliate alla Lega, 8 neopromosse dalle leghe regionali e 4 neoretrocesse dalla lega nazionale.
 Partecipanti 

 Girone M 
- Pol. Acerrana
- U.S. Angri
- A.S. Avellino (N)
- U.S. Cavese
- Giugliano (R)
- U.S. Gladiator
- A.C. Ilva Bagnolese
- A.G. Nocerina
- U.S. Paganese
- U.S. Paolana
- U.S. Pompeiana (R)
- S.S. Portici
- A.P. Puteolana
- C.R. dei Lavoratori S.E.T.
- U.S. Torrese (N)
- Pol. Turris
- U.S. Vibonese (R)
- Vigor Nicastro

 Girone N 
- U.S. Audace
- S.S. Barletta
- A.S. Bisceglie
- U.S. Campobasso
- U.S. Corato
- G.S. CRAL Incedit
- Pol. Juventina Potenza (R)
- U.S. Manduria
- A.S. Martina
- S.C. Monticchio Potenza
- A.S. Ostuni
- S.S. Pro Gioia (R)
- U.S. Serenissima
- Pol. Trani (R)

 Girone O 
- A.C. Acireale (N)
- A.C. Agrigento
- A.S. Augusta (R)
- A.S. Canicattì
- A.S. Drepanum
- G.S. Folgore Castelvetrano
- A.S. Pro Enna
- S.S. Gela
- A.S. Igea Virtus (N)
- U.S. Mazara
- S.S. Milazzo
- U.S. Modica (R)
- U.S. Notinese
- Pol. Riposto (R)
- U.S. Sciacca